# Chiesa di Santa Maria Maddalena (Cusio)
La chiesa di Santa Maria Maddalena è una chiesa sussidiaria a Cusio, nella valle Averara in provincia di Bergamo. Risale al XVI secolo.

## Storia
L'edificazione di questo piccolo luogo di culto si può pensare avvenuta tra XVI e XVII secolo e questo poiché sull'ingresso della sacrestia è presente un affresco databile al XVII secolo. Ebbe dignità di parrocchia nel 1861.
Santa Maria Maddalena apparteneva alla parrocchia di Santa Margherita vergine e martire di Cusio, che a sua volta rientrava nella vicaria di Santa Brigida, di rito ambrosiano.
In tempi passati la chiesa era luogo di passaggio per i viaggiatori che si stavano spostando lungo i passi di montagna delle zone di Ornica e della Valtellina.

## Descrizione
La facciata è semplice, a capanna, in pietra.
Il portale è sormontato da una grande finestra a semicerchio. 
La copertura è costituita da un tetto a due falde con coppi.
La torre campanaria non è staccata dall'edificio ma rientra nella sua struttura, posizionata a destra, tra sacrestia e presbiterio.